# Canthidium basipunctatum
Canthidium basipunctatum är en skalbaggsart som beskrevs av Vladimir Balthasar 1939. Canthidium basipunctatum ingår i släktet Canthidium och familjen bladhorningar. Inga underarter finns listade.